# SC & C
SC & C spol. s r.o. je českou společností, zabývající se sociologickým a marketingovým průzkumem. Byla založena v roce 1991 jako „SC&C Statistické konzultace a výpočty“. Od roku 1997 je členem mezinárodní profesní asociace ESOMAR.
Zabývá se kvantitativním i kvalitativním výzkumem. Pravidelně se objevuje v médiích, například v souvislosti s předběžnými výsledky voleb, tzv. exit pollem.
Její partnerskou společností je ACREA CR, business partnera IBM, poskytující prodej, pronájem statistického software a analytických služeb.